# アリ・ラティフィ
アリ・ラティフィ（Ali Latifi、1976年2月20日 - ）は、イランの元サッカー選手。元イラン代表。ポジションはフォワード。

## 来歴
1998年4月にイラン代表デビュー、親善試合3試合に出場した。出場機会は無かったが1998 FIFAワールドカップのメンバーにも選ばれた。

## 代表歴

### 出場大会
- イラン代表
  - 1998 FIFAワールドカップ

### 試合数
- 国際Aマッチ 3試合 0得点（1998年）[1]

| イラン代表 | 国際Aマッチ | 国際Aマッチ |
| 年         | 出場        | 得点        |
| ---------- | ----------- | ----------- |
| 1998       | 3           | 0           |
| 通算       | 3           | 0           |